# Robbie Brightwell
Robert Ian „Robbie” Brightwell MBE (28. října 1939 Rávalpindí – ? březen 2022) byl britský sportovec, atlet, který se specializoval na běh na 400 m, mistr Evropy z roku 1962.
V devatenácti letech startoval na evropském šampionátu ve Stockholmu v roce 1958, kde doběhl pátý ve finále na 200 metrů. Stejného umístění dosáhl na olympiádě v Římě v roce 1960 jako člen britské štafety na 4 × 400 metrů. Dvě medaile vybojoval na mistrovství Evropy v Bělehradu v roce 1962 – zvítězil v běhu na 400 metrů a byl finišmanem stříbrné britské štafety na 4 × 400 metrů. Při své účasti na olympiádě v Tokiu o dva roky později doběhl ve čtvrtkařském finále čtvrtý. Stříbrnou medaili získal jako poslední člen britské štafety na 4 × 400 metrů. Krátce poté ukončil sportovní kariéru.
Jeho manželkou je Ann Elizabeth Packerová, olympijská vítězka v běhu na 800 metrů z roku 1964.